# Kokutekeleza Musebeni
Kokutekeleza Musebeni ist eine deutsche Journalistin, Sängerin, Moderatorin und Filmemacherin.

## Leben
Musebeni ist seit 2014 Moderatorin für den Radiosender Puls vom Bayerischen Rundfunk. Während ihrer Zeit als Puls-Moderatorin war sie als Sängerin Kandidatin in der Fernsehsendung The Voice of Germany. Sie ist seit 2019 Moderatorin der BR-Formate Workin Germany und So geht Medien. Im Juli 2020 war sie zu Gast als Darstellerin in der Satire-Sendung Die Anstalt. Im selben Jahr gehörte sie zu den offiziellen ARD-Experten für den Eurovision Song Contest 2020.
Neben ihrer Tätigkeit als Moderatorin ist Musebeni auch Hörfunk-Autorin für Bayern 2. Für ihr Zündfunk-Radio-Feature Afroshops: Haare, Haut und Schwarzes Deutsches Unternehmertum gewann sie 2020 den Willi-Bleicher-Preis und den Coburger Medienpreis. Die Dokumentation vom Bayerischer Rundfunk White Fragility: Warum Weiße Rassismus so leicht übersehen  wurde 2021 für den CIVIS Medienpreis nominiert.
Musebeni gab 2019 ihr Debüt als Filmemacherin. Ihr Kurzfilm Strong Hair wurde auf dem Kasseler Dokfest gespielt. Für das ZDF publizierte sie die Auslandsreportage Burka und Nikab: Darf man das verbieten? über das Gesetz zum Verhüllungsverbot in der Schweiz. 2021 erscheint ihr zweiter Kurzfilm The Door of Return, den sie in Co-Regie mit Anna Zhukovets gedreht hat. Es ist ein futuristischer Hybrid zwischen Dokumentarfilm und Science-Fiction.

## Auszeichnungen
- 2020: Willi-Bleicher-Preis. Für: Afroshops – Haare, Haut und Schwarzes Deutsches Unternehmertum. (Zündfunk auf Bayern 2) (Kategorie: Nachwuchs)[13]
- 2021: Coburger Medienpreis. Für Afroshops – Haare, Haut und Schwarzes Deutsches Unternehmertum. (Zündfunk auf Bayern 2) (Kategorie: Beste Schöpfung National)[14]